# Morsekegel

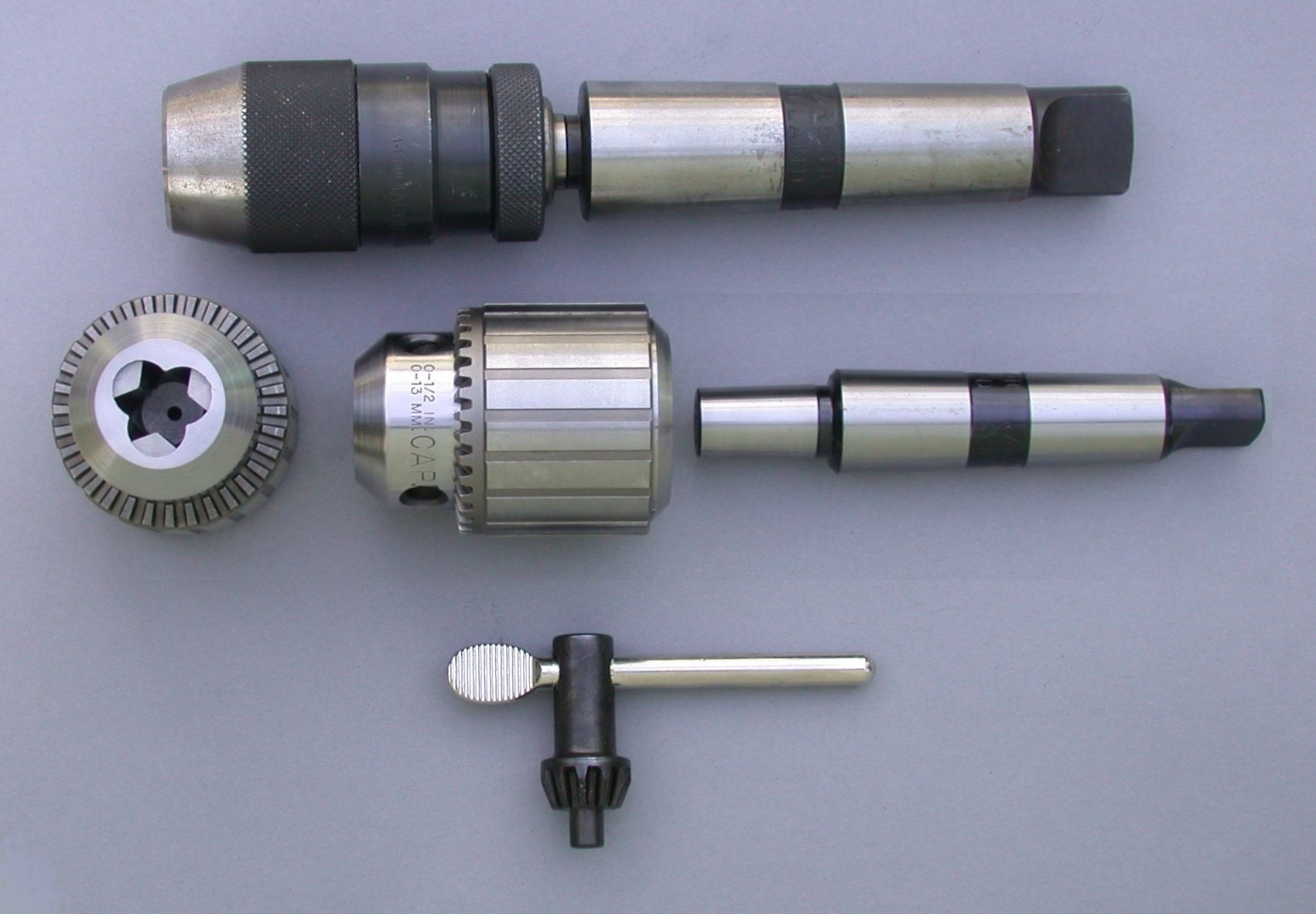
Morsekegel an verschiedenen Bohrfuttern, oben Bohrfutterdorn eingesetzt, unten demontiert

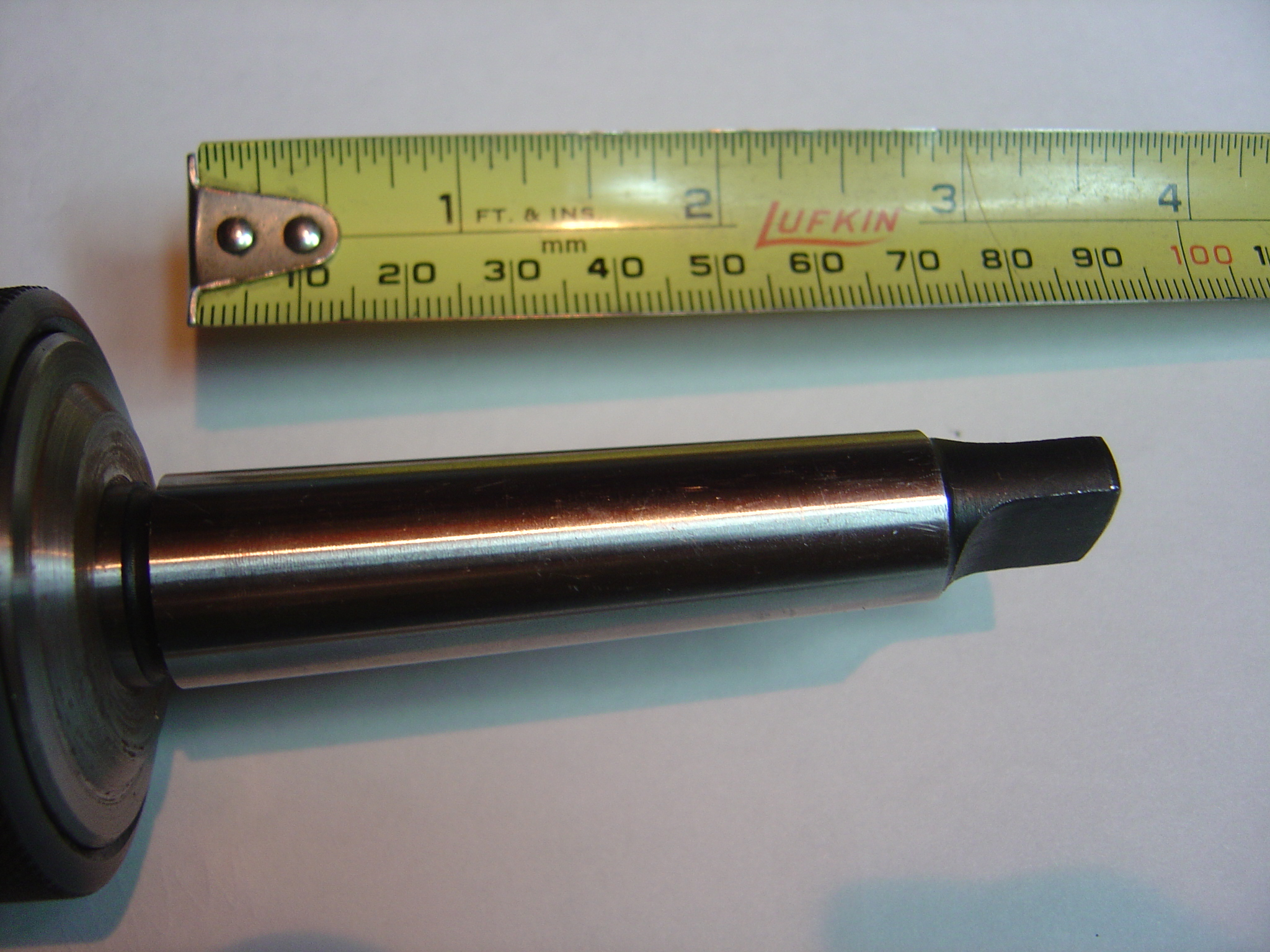
Morsekegel MK 2

Der Morsekegel (MK) oder Morsekonus ist die genormte Form eines Werkzeugkegels zum Spannen von Werkzeugen, z. B. großen Bohrern, Reibahlen, Zentrierspitzen, Mitnehmern oder Spannfuttern in der Werkzeugaufnahme bzw. Pinole im Reitstock einer Werkzeugmaschine. Gleichbedeutend ist die internationale Bezeichnung Morse taper (mt).
Der Name Morsekegel leitet sich von Stephen Morse ab, der im 19. Jahrhundert lebte und 1864 in den USA eine noch heute existierende Werkzeugfirma gründete (nicht zu verwechseln mit Samuel F. B. Morse, dem Namensgeber des Morsecodes).
Die Drehmomentübertragung vom Hohlkegel (Hülse) der angetriebenen Werkzeugspindel auf den darin klemmenden Schaft des Werkzeugs erfolgt reibschlüssig durch Haftreibung, infolge der Selbsthemmung. Der Austreiblappen oberhalb des Konus dient nur zum Austreiben des Werkzeuges und darf kein Drehmoment übertragen, da er sonst abscheren könnte. Zum Trennen hat die Aufnahmehülse der Maschine eine Queröffnung (im Bild unten rechts „g“), durch die ein Keil eingetrieben werden kann, um den Kegel herauszudrücken.

## Genormte Geometrie
Morsekegel in 7 Größen – bezeichnet als MK 0 bis MK 6 – mit maximalen Schaftdurchmessern von etwa 9 bis 63 mm bei nur geringfügig unterschiedlichen Kegelverhältnissen zwischen 1:19,002 und 1:20,047 sind genormt nach DIN 228 Teil 1 und 2. Die Neigungswinkel der Morsekegel betragen etwa 1°26′ bis etwa 1°30′. Die wichtigsten Maße von Schaft und Hülse der Morsekegel 0 bis 6 (alle in mm):
| Bauteil         | Maß             | MK 0     | MK 1     | MK 2     | MK 3     | MK 4     | MK 5     | MK 6     |
| --------------- | --------------- | -------- | -------- | -------- | -------- | -------- | -------- | -------- |
| Schaft          | D1              | 9,212    | 12,240   | 17,981   | 24,052   | 31,544   | 44,732   | 63,726   |
| Schaft          | d               | 6,401    | 9,371    | 14,534   | 19,76    | 25,909   | 37,47    | 53,752   |
| Schaft          | d2              | 6,115    | 8,972    | 14,06    | 19,133   | 25,156   | 36,549   | 52,422   |
| Hülse           | D               | 9,045    | 12,065   | 17,781   | 23,826   | 31,269   | 44,401   | 63,350   |
| Hülse           | d5              | 6,7      | 9,7      | 14,9     | 20,2     | 26,5     | 38,2     | 54,8     |
| Schaft          | l1              |          | 53,5     | 64       | 81       | 102,5    | 129,5    |          |
| Schaft          | l2              |          | 57       | 69       | 86       | 109      | 135      |          |
| Kegelverhältnis | Kegelverhältnis | 1:19,212 | 1:20,047 | 1:20,020 | 1:19,922 | 1:19,254 | 1:19,002 | 1:19,180 |

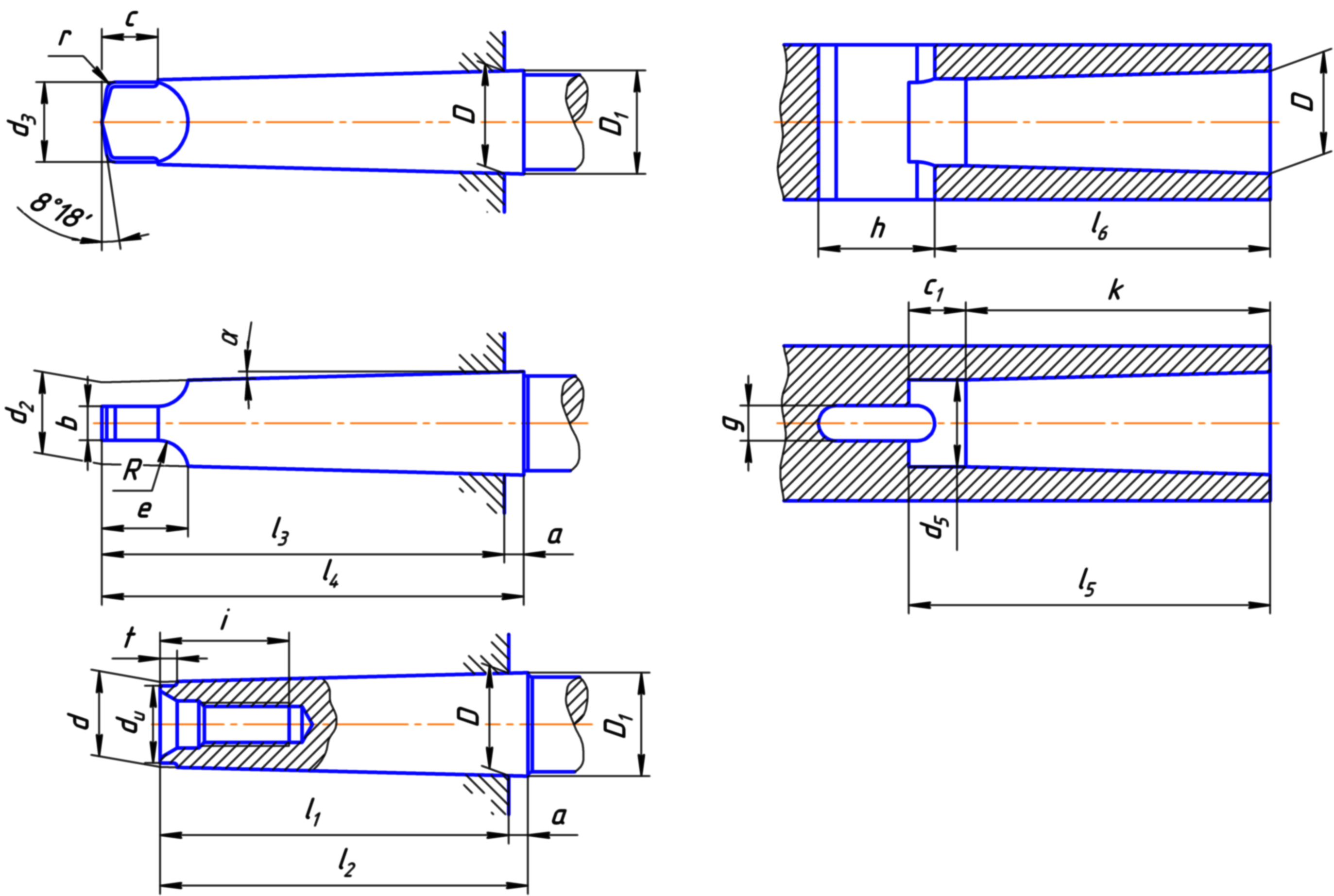
Morsekegel (MK)

Die Werkzeugaufnahmen von Bohr- und Drehmaschinen haben häufig die Größen MK 2 bis MK 6.
Ergänzend zu dieser Morsekegelreihe normt DIN 228 noch 2 kleinere (4 und 6 mm) und 5 größere Metrische Kegel ME (80 bis 200 mm), durchwegs 1:20 verjüngt. Fa. Morse nennt zusätzlich noch die Zwischengröße MK 4 1/2 sowie MK 7 und 8. Es gibt auch Reduzierhülsen, um kleinere Morsekegel an größere Aufnahmen anzupassen.
Morsekegel gibt es in vier Formen:
- Form A (Schaft) und C (Hülse) mit Anzugsgewinde zum Befestigen.
- Form B (Schaft) und D (Hülse) mit Austreiblappen am Schaft und Langloch in der Hülse für den Austreibkeil.

## Weitere Werkzeugkegel
Außer dem Morsekegel gibt es metrische Kegel (ME), Steilkegel (SK) und Hohlschaftkegel (HSK).
Ferner gibt es noch die Bohrfutterkegel in den Größen
| Größe | d1    | d2    |
| ----- | ----- | ----- |
| B10   | 10,09 | 9,40  |
| B12   | 12,06 | 11,10 |
| B16   | 15,73 | 14,50 |
| B18   | 17,78 | 16,20 |
| B22   | 21,79 | 19,80 |
| B24   | 23,82 | 21,30 |

Die Bohrfutterkegel stellen jeweils ein Teilstück eines Morsekegels dar.
Bei einem Kegeldorn nach DIN 238 liegt an der Antriebseite (im Bild: rechts) ein Morsekegel und an der Abtriebseite ein (kürzerer) Bohrfutterkegel.